# حيمرون تحت ورقي الإزهار
حيمرون تحت ورقي الإزهار (الاسم العلمي:Erythrochiton hypophyllanthus) هو نوع من النباتات يتبع جنس الحيمرون من الفصيلة السذابية.